# Индонезийски морски ангел
Индонезийският морски ангел (Squatina legnota) е вид хрущялна риба от семейство Морски ангели (Squatinidae).

## Разпространение
Видът е разпространен в Индонезия (Ява).